# Генріх Фойгтсбергер
Генріх Пауль Герман Фойгтсбергер (нім. Heinrich Paul Hermann Voigtsberger; 10 лютого 1903, Гера — 17 березня 1959, Віттліх) — німецький воєначальник, генерал-майор вермахту (1 квітня 1945). Кавалер Лицарського хреста Залізного хреста з дубовим листям.

## Біографія
1 жовтня 1922 року вступив на службу в 16-й піхотний полк. З 1 жовтня 1935 року — командир роти 2-го кулеметного батальйону. З 30 грудня 1939 року — командир всього батальйону. Учасник Французької кампанії та Німецько-радянської війни. З 14 травня 1942 року — командир 60-го моторизованого полку. Відзначився у боях в районі Запоріжжя, Одеси і Кривого Рогу. З червня 1944 року воював на Заході. В жовтні-грудні 1944 року пройшов курс командира дивізії. З грудня 1944 року — командир 309-ї піхотної дивізії. В травні 1945 року здався британським військом. В 1947 році звільнений.

## Звання
- Кандидат в офіцери (1 жовтня 1922)
- Лейтенант (1 грудня 1926)
- Оберлейтенант (1 січня 1930)
- Гауптман (1 березня 1935)
- Майор (1 серпня 1940)
- Оберстлейтенант (1 жовтня 1942)
- Оберст (1 серпня 1943)
- Генерал-майор (1 квітня 1945)

## Нагороди
- Медаль «За вислугу років у Вермахті» 4-го і 3-го класу (12 років)
- Медаль «За Атлантичний вал»
- Залізний хрест
  - 2-го класу (20 лютого 1940)
  - 1-го класу (21 квітня 1941)
- Штурмовий піхотний знак в сріблі
- Лицарський хрест Залізного хреста з дубовим листям
  - лицарський хрест (9 липня 1941)
  - дубове листя (№ 351; 9 грудня 1943)
- Нагрудний знак «За поранення» в чорному
- Медаль «За італо-німецьку кампанію в Африці» (Королівство Італія)
- Нарукавна стрічка «Африка»